# 후스 전쟁
후스 전쟁(독일어: Hussitenkriege, 체코어: Husitské války)은 보헤미아의 종교 개혁가 얀 후스를 추종한 후스파와 그들에게 로마 가톨릭교회 권위를 강제하려 한 여러 군주들 사이에 벌어진 전쟁이다. 1419년부터 1434년경까지 지속되었다.

## 개요
1415년 후스의 처형이 있은 후 가톨릭 교회에 의한 프라하 시 파문과 프라하 대학 탄압에 대하여 후스의 교설을 신봉하는 프라하 시민들은 교회·수도원을 습격하고, 1419년에는 국왕 지기스문트의 군대와 충돌하여 대대적인 반란으로 발전하였다.
1419년 7월 30일 프라하의 후스파 군중들이 시 평의원 7명을 던져 죽인 제1차 프라하 창밖 투척사건을 계기로 후스 전쟁이 시작되었다. 보헤미아 왕국의 체코인 인구 거의 대부분은 후스파였으며, 때문에 후스파 공동체는 상당한 군사력을 형성했다. 후스파는 자기들을 토벌하기 위해 파견된 다섯 차례(1420년, 1421년, 1422년, 1427년, 1431년)의 십자군을 얀 지슈카와 프로코프 홀리의 뛰어난 지휘로 격퇴했으며, 인접 국가의 전쟁에도 개입했다. 1420년 교황과 지기스문트는 10만명의 십자군을 보내 프라하를 향해 진격했으나 프라하의 비트코프에서 대패했다.
후스파는 내부적으로는 각종 파벌이 대립하고 있었으나, 가톨릭 세력과 싸울 때만큼은 서로 손을 잡았다. 후스파 군대는 1422년 동부 보헤미아 하블리츠쿠프브로트에서, 1427년 서부 보헤미아의 타호프와 스트로지브로에서, 1431년 독일과의 국경지대인 도마쥴리체에서 십자군을 격파하는 등 교황의 명으로 파견된 지기스문트의 5회에 걸친 십자군을 격파하였다.(1420∼1431) 1426년부터는 국외로 진격하여 한때는 브란덴부르크, 프로이센에까지 도달했다.
후스 전쟁은 핸드 캐넌을 비롯한 초기 개인화기가 광범위하게 사용된 사례로도 유명하다.

## 결과
탄압에 실패한 가톨릭 교회측은 1431년 바젤 종교회의에서 후스파와 화평조건을 토의하였다. 1433년 화약(和約) 초안을 작성하자 온건 후스파는 화약의 체결에 동의했지만 급진 후스파는 체결에 반대하였고, 이에 온건 후스파는 급진 후스파를 상대로 가톨릭 세력과 동맹을 맺었다. 1434년 리파니 전투에서 온건 후스파와 가톨릭 세력의 연합군이 급진 후스파를 꺾으면서 이후 온건 후스파와 가톨릭 교회는 1436년 화약을 성립시켰다. 온건 후스파는 지기스문트의 보헤미아 왕위를 승인하고 보헤미아 국왕과 교회의 권위에 복종하는 대신 자신들의 다소 이형적인 의례 관습을 용인받는 합의를 얻어낼 수 있었다. 후스 전쟁의 결과 체코 땅에는 후스주의와 가톨릭교회가 공존하는 상황이 벌어지고 교회의 정치에 대한 간섭이 배제되었으며 이는 체코에서 귀족정치가 등장하는 배경이 되었다.
후스 전쟁은 종교적 저항운동이었을 뿐만 아니라 사회적·정치적·민족적 문제도 큰 요인이 되었다. 때문에 민족주의자들은 민족적인 관점에서 이것을 단순한 종교적인 반란이 아니라 체코인의 독일인에 대한 불만이 후스의 화형을 계기로 폭발한 것으로 보기도 하고, 사회주의자들은 계급 투쟁적인 관점에서 이것을 봉건사회의 해체기에 널리 나타나는 농민의 해방전쟁이라고 보기도 한다. 그러나 후스 전쟁을 단순한 민족 투쟁으로 정의하기에는 보헤미아 내부에서도 가톨릭 교회에 동조하는 세력들이 있었으며, 계급 투쟁으로 정의하기에는 1434년 초반까지 보헤미아의 귀족 세력들도 반 가톨릭 전쟁에 참여하였기에 후스 전쟁은 보다 복잡한 관점에서 바라볼 필요가 있다.

## 같이 보기
- 독일 농민전쟁
- 슈말칼덴 전쟁